# Punta del Comellar Gran
La Punta del Comellar Gran és una muntanya de 712 metres que es troba entre els municipis de Senan a la Conca de Barberà i dels Omells de na Gaia a l'Urgell.